# Valle de Punilla
Koordinaten: 31° 2′ 0″ S, 64° 30′ 0″ W
Das Valle de Punilla ist ein Tal in den östlichen Sierras de Córdoba im zentralen Argentinien (Provinz Córdoba). Es erstreckt sich über rund 100 Kilometer in Nord-Süd-Richtung und ist eines der Haupt-Fremdenverkehrszentren des Landes (ca. 2,5 Millionen Besucher im Jahr).
Den Namen Punilla gaben die von Peru kommenden Spanier dem Tal vermutlich, da die im Westen gelegenen Hochebenen, die sogenannten Pampas Serranas, sie an die in den Zentralanden liegende Hochfläche der Puna erinnerten. Eine andere Deutung leitet den Namen von einem Buschgewächs ab, das den Namen punilla trägt und im Tal häufig vorkommt.

## Geografie

### Lage
Das Tal liegt zwischen den beiden Bergketten der Sierra Grande im Westen und der Sierra Chica im Osten, dabei ist der Aufstieg zur niedrigeren Sierra Chica deutlich abrupter als der langsam ansteigende Westhang mit seinen zahlreichen Seitentälern. Bedeutendste Erhebung ist der 1.949 Meter hohe Uritorco im nördlichen Teil des Tals, das Tal selbst steigt in der Höhe von Los Cocos bis auf 1.300 Meter Höhe an.

### Hydrografie
Im Süden des Tales befindet sich der Stausee San Roque, der nach Osten hin vom Río Suquía entwässert wird, der Trinkwasserquelle der Stadt Córdoba. Die wichtigsten Zuflüsse des Sees sind der Río San Antonio im Süden und der Río Cosquín sowie der Río Pintos im Norden.

### Flora und Fauna
Die Gegend wird vom Buschwald des Monte bedeckt, der allerdings zum größten Teil heute in Kulturlandschaft umgewandelt wurde. Die einheimische Tierwelt wurde ebenfalls durch den Menschen stark dezimiert, es blieben hauptsächlich Kleintiere (Gürteltiere, Hasen) und Reptilien (Yarará-Schlange).

### Klima
Das Klima ist subtropisch und mäßig trocken, die Niederschläge fallen fast ausschließlich im Sommerhalbjahr. Im Winter ist ab und zu etwas Schneefall möglich, aber eine geschlossene Schneedecke trifft man nur sehr selten an. Die Sommer sind warm und die Winter mild. Besonders im Norden sind lange Dürreperioden möglich, die oft zu Waldbränden führen, vor allem im extrem trockenen Winter.

## Bevölkerung
Das Tal ist sehr dicht besiedelt und hat insgesamt etwa 160.000 ständige Einwohner. Die Südhälfte ist durchgängig bebaut, hier befinden sich auch die wichtigsten Städte; insgesamt zählt man dieses Gebiet zum Ballungsraum der 25 Kilometer östlich gelegenen Provinzhauptstadt Córdoba dazu.
Die Bevölkerung ist hauptsächlich europäischer Abstammung, die Mehrheit stellen die Stadtflüchtigen aus dem nahegelegenen Córdoba, aber auch Binnenwanderer aus Buenos Aires. In La Cumbre und La Falda gibt es bedeutende, alteingesessene britische und jüdische Gemeinschaften. Die indigenen Ureinwohner sind dagegen als eigenständiges Volk ausgestorben, obwohl es viele Mestizen in der Region gibt.

### Departamento Punilla
Das Tal bildet zusammen mit einigen Dörfern auf der Hochebene im Westen das selbstständige Departamento Punilla. Hauptstadt ist Cosquín. Der extreme Norden des Tals gehört zum Departamento Cruz del Eje.

### Städte und Ortschaften (von Nord nach Süd)
- Charbonier (2.000 Einwohner), Ausgangspunkt zur Felsformation Los Terrones und zur Grotte von Ongamira
- San Marcos Sierras (2.000 Einwohner), bekanntes Zentrum von Aussteigern und Naturisten, beliebtes Ziel bei Rucksacktouristen, etwa 20 Kilometer westlich in einem Seitental. Bekannt ist das Honigfest im Sommer.
- Capilla del Monte (11.000 Einwohner), Fremdenverkehrsort am Fuß des Cerro Uritorco mit diversen Trekking-Routen, beliebt bei Ufologen und Esoterikern, da die Region angeblich positive Energie ausstrahlt.
- Los Cocos (3.500 Einwohner), familienfreundlicher Urlaubsort mit vielen Vergnügungsparks und Labyrinthen, höchstgelegener Ort des Tals, Naturreservat.
- La Cumbre (8.500 Einwohner), beliebter Urlaubsort und Zentrum des Gleitschirmflieger-Sports, beliebt an Ostern wegen seiner Christusstatue und seinem Kreuzweg
- La Falda (20.000 Einwohner inkl. der Vororte Villa Giardino, Valle Hermoso und Huerta Grande), stark frequentierter Ferienort mit kleinem Stausee und altenglischen Herrschaftshäusern, Groß-Kuckucksuhr
- Cosquín (35.000 Einwohner inkl. der Vororte Santa María de Punilla und Bialet Massé), Hauptstadt des Departamento Punilla, bekannt für sein Folklore- und Rockfestival im Sommer und seine guten Bademöglichkeiten am Río Cosquín. Östlich der Stadt befindet sich der als Aussichtspunkt bekannte Berg Cerro Pan de Azúcar, auf den eine Seilbahn führt.
- Villa Carlos Paz (55.000 Einwohner, mit seinen zahlreichen Vororten 80.000), größte Stadt des Tals, Zentrum des Fremdenverkehrs am Lago San Roque, mit sehr kompletter touristischer Infrastruktur und reichhaltigem Nachtleben.
- Cuesta Blanca mit der Playa de los Hippies, bekannte Aussteiger-Kolonie, die zur Zeit der Militärdiktatur entstand.

## Nationalpark Quebrada del Condorito
Der Nationalpark Quebrada del Condorito ist der einzige Nationalpark der Provinz Córdoba. Er liegt im extremen Südwesten des Tals teils auf einer Hochebene, die zu den Sierras Grandes gehört. Geschützt wird neben der Gebirgslandschaft allgemein vor allem eine Schlucht, an deren Hängen Kondore nisten. Die Vögel sind von mehreren Aussichtspunkten an der Schlucht zu beobachten, diese sind wiederum über einen Wanderpfad und einen extra ausgeschilderten Mountainbike-Weg zu erreichen.
Der Ausgangspunkt liegt an der Nationalstraße Ruta 20 etwa 40 Kilometer südwestlich von Villa Carlos Paz bei La Punilla und wird auch von öffentlichen Bussen angefahren, Parkmöglichkeiten gibt es am Restaurant El Cóndor fünf Kilometer westlich.